# Windmotor Marum
De Windmotor Marum is een poldermolen nabij het Groninger dorp Marum in de Nederlandse gemeente Westerkwartier. De molen is een kleine Amerikaanse windmotor met een windrad van 18 bladen en een diameter van ca. 3 meter. Hij staat even ten noorden van de A7.